# Centre Cultural (Canovelles)
El centre Cultural és un edifici de Canovelles (Vallès Oriental) inclòs a l'Inventari del Patrimoni Arquitectònic de Catalunya.

## Descripció
Edifici de dues plantes. La planta baixa consta d'entrada, sala d'actes, tallers, dos despatxos i serveis. La segona planta consta de sala d'exposicions, aules i oficina d'informació juvenil. Tot està disposat de tal forma perquè sigui possible un ús variat de l'edifici. Les aules amb divisions mòbils per poder variar l'espai d'ús. La pedra de l'exterior, junt amb la fusteria i els elements metàl·lics donen a l'edifici un aspecte sòlid. L'interior està pavimentat en terratzo gris a la planta baixa i parquet al pis.
Superfície construïda: 372,63 m² de planta baixa + 239,85 m² de pis = 612,48 m2